# La mejor oferta
La mejor oferta (también, Al mejor postor) es una película italo-estadounidense dirigida por Giuseppe Tornatore y estrenada en el 2013. Incluye música de Ennio Morricone, y los principales actores son Geoffrey Rush, Jim Sturgess, Sylvia Hoeks y Donald Sutherland.

## Argumento

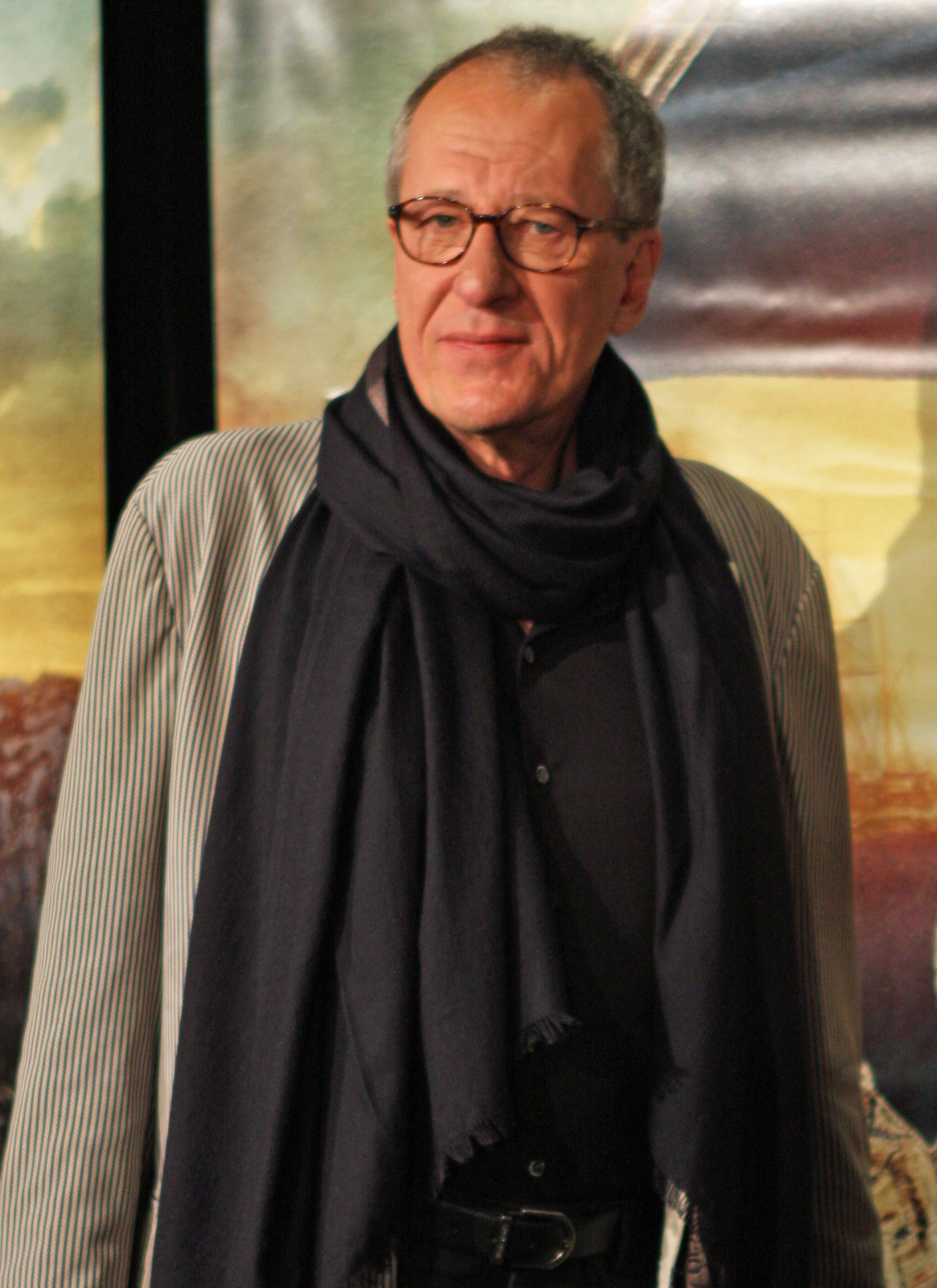
Geoffrey Rush es el protagonista de La mejor oferta

Virgil Oldman (Geoffrey Rush) es un experto en arte y famoso agente de subastas que goza de gran prestigio en su profesión. Un día recibe la llamada de una joven (Sylvia Hoeks) que desea vender la colección de antigüedades que ha recibido en herencia de sus padres. Sin embargo, la joven sufre de agorafobia, por lo que no sale nunca de su domicilio y no quiere ser vista por los demás. A partir de entonces ocurren una serie de hechos que influirán enormemente en la ordenada vida de Virgil Oldman y acabarán en una inusual historia de amor con un sorprendente desenlace.

## Reparto
- Geoffrey Rush: Virgil Oldman, experto en arte y protagonista principal.
- Jim Sturgess: Robert, trabaja en una tienda de reparaciones y ayuda a Virgil Oldman en sus dudas sobre el trato que debe dar a las mujeres.
- Sylvia Hoeks: Claire Ibbetson, es la misteriosa cliente de Virgil Oldman.
- Donald Sutherland: Billy Whistler, es amigo y colaborador de Virgil Oldman.
- Philip Jackson: Fred, es el portero de la villa que Claire Ibbetson ha heredado de sus padres.
- Dermot Crowley: Lambert
- Liya Kebede : Sarah, es la novia de Robert.
- Kiruna Stamell: Nana, pasa las horas en un bar frente a la Villa y calcula incansablemente.

## Producción
La producción corresponde a Paco Cinematográfica con la colaboración de FVG (Friuli Venezia Giulia). El proceso de rodaje comenzó en Trieste el 30 de abril de 2012 y se rodó durante seis semanas en la región de Friuli-Venecia Julia, Trieste, Bolzano, Parma, Milán, Roma, Viena y Praga. La villa Colloredo Mels Mainardi, residencia de Claire en la película, está situada en Camino al Tagliamento (Gorizzo di Camino al Tagliamento), pequeña localidad en la provincia de Údine.

## Obras citadas
En la película se citan numerosas obras de arte. El retrato que Oldman encuentra y hace restaurar lo que aparentemente es una copia del Retrato de muchacha de Petrus Christus, que luego resulta ser la obra original valorada en 8 millones de libras. Entre las obras que analiza está El nacimiento de Venus, de William-Adolphe Bouguereau. 
Los retratos femeninos de su colección datan desde el siglo XV al XX. Algunos de ellos son obras célebres, mientras que otras son versiones menos famosas, acaso espejadas o recortadas. Se reconocen La Fornarina y La Muta de Rafael, algunas obras de Tiziano (Violante, La Bella y un fragmento del Retrato de Eleonora Gonzaga Della Rovere), algunas piezas de Agnolo Bronzino (Retrato de Eleonora de Toledo con su hijo Giovanni, Retrato de Lucrezia Panciatichi), una de Lorenzo di Credi (La dama dei gelsomini), una de Boccaccio Boccaccino (Muchacha gitana), una de Bartolommeo Veneto (Retrato de Lucrezia Borgia), una de Lorenzo Lotto (Retrato de Lucina Brembati), una de Andrea del Sarto (Dama con Petrarchino), un retrato de Bianca Cappello, una obra de Alberto Durero (Retrato de Elspeth Tucher), una de Lucas Cranach el Viejo (una versión de Salomé), una pintura de Sofonisba Anguissola (Retrato de Minerva Anguissola), un autorretrato propio y uno de su hermana Lucía, el autorretrato de Tintoretta, un Peter Paul Rubens, un Godfried Schalcken (Ragazza con la candela), dos Guido Reni (Retrato de Beatrice Cenci y Retrato de la madre), un Francisco Goya, un par de Rosalba Carriera (Autorretrato y Retrato de dama anciana), uno de Rose-Adélaïde Ducreux (Autorretrato con arpa), algunos de Ingres (Retrato de Delphine Ingres, Retrato de Madame Aymon), un par de Dante Gabriel Rossetti (Joli Coeur, La joven de la ventana), un Pierre-Auguste Renoir (Jeanne Samary con vestido escotado), un par de Amedeo Modigliani, un Morgan Weistling, un desnudo femenino de Bouguereau, el retrato de la Emperatriz María Aleksándrovna de Franz Xaver Winterhalter.
El autómata, cuyas piezas encuentra Virgil Oldman, lleva la firma de Jacques de Vaucanson, célebre inventor del siglo XVIII que asombraba a los franceses con sus creaciones. En la escena en la que el protagonista Geoffrey Rush habla en un bar con una señora, al fondo aparece un póster de la banda de art rock Eterea Post Bong Band.

## Premios
En 2013 esta película fue la triunfadora en los Premios David de Donatello, que anualmente entrega la Academia de Cine Italiano. Consiguió el premio a la Mejor Película, Mejor Director, Mejor banda sonora, Mejor escenografía (Maurizio Sabatini y Raffaella Giovannetti), Mejor diseño de vestuario (Maurizio Millenotti) y el Premio del público joven.